# به مامان نگو پرستار بچه مرده (فیلم ۱۹۹۱)
به مامان نگو پرستار بچه مرده (به انگلیسی: Don't Tell Mom the Babysitter's Dead) فیلمی محصول سال ۱۹۹۱ و به کارگردانی استیون هرک است. در این فیلم بازیگرانی همچون کریستینا اپل‌گیت، جوانا کسیدی، کیت کوگان، جان گتز، جاش چارلز، کنچیتا تومی، دیوید دوکاونی، کیمی رابرتسون، جین بروک، دانیل هریس، کریستوفر پتیت، سارا جی. باکستون و دن کستلانتا ایفای نقش کرده‌اند.